# Colombé-le-Sec
Colombé-le-Sec – miejscowość i gmina we Francji, w regionie Grand Est, w departamencie Aube.
Według danych na rok 1990 gminę zamieszkiwało 161 osób, a gęstość zaludnienia wynosiła 18 osób/km².

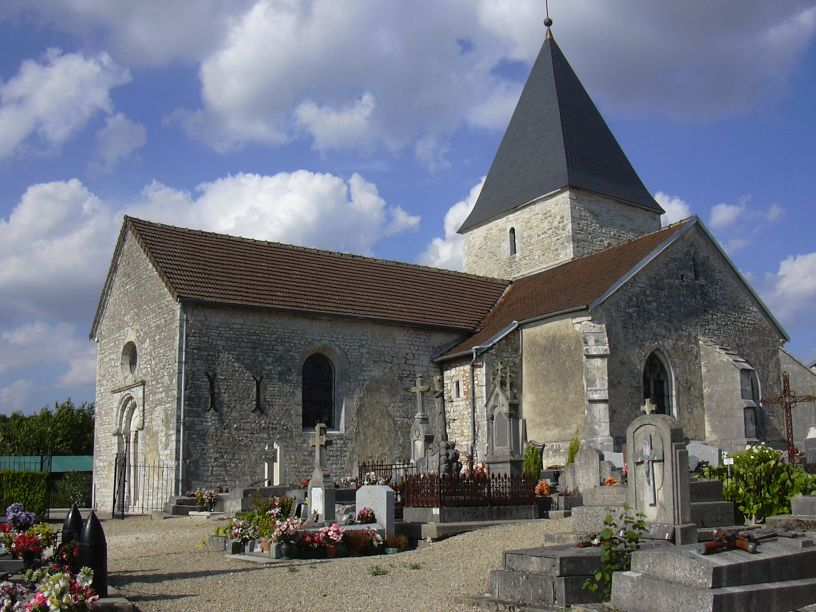
Kościół w Colombé-le-Sec, 2005